# Thái Bá Sang
Thái Bá Sang (sinh ngày 21 tháng 5 năm 1999) là một cầu thủ bóng đá chuyên nghiệp người Việt Nam hiện đang thi đấu ở vị trí hậu vệ cho câu lạc bộ Sông Lam Nghệ An.

## Tiểu sử
Thái Bá Sang sinh năm 1999 tại Quỳnh Lưu, Nghệ An. Thần tượng thuở nhỏ của anh là cựu cầu thủ [[Nguyễn Huy Hoàng. Và nhờ có Huy Hoàng cầu thủ này mới được liên tục chọn đá chính trong các trận đấu ở Vleague mùa giải 2023 của SLNA, mặc dù xét về chuyên môn cầu thủ này thậm chí bị các CĐV SLNA cho rằng không xứng đáng ngồi trên băng ghế dự bị.ở giai đoạn đầu mùa giải rất nhiều trận đấu Thái Bá Sang luôn đưa SLNA vào thế khó, với lối đá thô bạo, thiếu thông minh cũng như nền tảng kỹ thuật và thể lực kém Thái Bá Sang được coi là gánh nặng ở SLNA. Sau khi Huy Hoàng bị sa thải thì gần như Thái Bá Sang đã không còn cơ hội ở đội một của SLNA.  (cầu thủ bóng đá)|Nguyễn Huy Hoàng]].

## Sự nghiệp
Mùa 2018, Thái Bá Sang cùng với Phạm Đức Thông đến với Phố Hiến tại giải hạng Nhất theo dạng cho mượn. Sau khi cùng Phố Hiến về nhì ở mùa giải 2019, anh được Sông Lam Nghệ An triệu tập để chuẩn bị cho V.League 2020.
Ngày 22 tháng 1 năm 2021, Thái Bá Sang bị trọng tài Ngô Duy Lân rút thẻ đỏ sau khi nhận đủ hai thẻ vàng dẫn đến là tác nhân chính khiến Sông Lam Nghệ An thua ngược 1–2 trước Hoàng Anh Gia Lai ở vòng 2 giai đoạn 1 V.League 2021.